# ألبيرفيل
ألبيرفيل مدينة فرنسية تقع في ولاية رون ألب في إقليم سافوا بالقرب من الحدود الإيطالية والسويسرية عند التقاء اربع اودية وبلغ عدد سكانها سنة 2008 18280 نسمة.

## توأمة
لألبيرفيل اتفاقيات توأمة مع كل من:
- أوستا
- فينندن

## أعلام
- هنري برنارد
- فلوران بيرير
- فنسنت جاي
- جيرار مورو
- جوليا سيمون